# 전쟁과 평화의 법

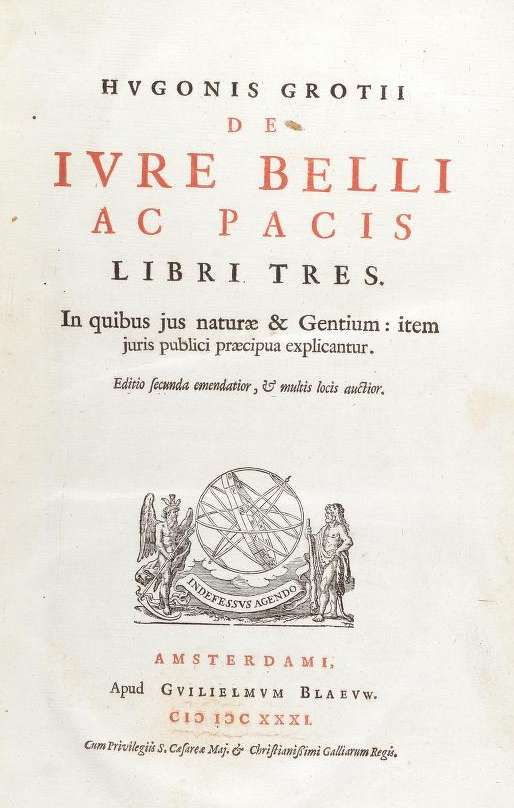

⟪전쟁과 평화의 법⟫(戰爭- 平和- 法, 라틴어: De jure belli ac pacis, 네덜란드어: Over het recht van oorlog en vrede, 영어: On the Law of War and Peace)은 네덜란드의 법학자이자 철학자인 후고 그로티우스가 출판한 책이다. 본서는 프로레고메나(序言)와 전3권으로 된 대저작이다. 그는 로마 교황이나 각국의 군주도 자연법에 입각하여 통치해야 한다고 강조한 점으로 홉스와 로크의 선구자라 하겠고, 또 그에 입각한 세계 평화를 위한 인류 재결합의 정신은 국제연맹이나 국제연합과 같은 세계적 평화 기구의 형성 원리가 되었다.
서언에는 만민법, 자연법, 의사법(意思法)의 정의를 기술하였고 특히 국민과 외국민의 동맹 조약, 여러 약정에 관한 지식＝전쟁과 평화의 법으로서 만민법의 체계적 연구가 필요함을 역설하고 있다. 제1권에서는 "모든 힘의 행사가 일체 금지되는 것은 아니다. 다만 사회에 반하는 힘, 즉 타인의 권리를 뺏으려는 힘의 사용이 금지된다…"라고 하는 정전론(正戰論)을 기술하였다. 제2권에서는 정전론을 규명하기 위하여 어떠한 것이 공통적으로 또는 개별적으로 소유되는가, 사람은 사람에 대하여 어떠한 권리를 갖는가, 지배권 내지 소유권에서 어떠한 의미가 발생하는가에 대하여 말하였다. 제3권에서는 전쟁에 있어서 어떤 것이 허용되는가와 여러 가지 강화·전쟁에 관계가 있는 온갖 관례가 검토되고 있다.

## 같이 보기
- 프란시스코 데 비토리아